# Jacek Stefanowski
Jacek Stefanowski (ur. 26 marca 1975) – polski i amerykański piłkarz grający na pozycji bramkarza oraz trener.

## Wczesne życie
Jacek Stefanowski w młodości wyemigrował do Stanów Zjednoczonych, gdzie ukończył w 1997 roku fizykoterapię na New York University. Grał w drużynach uniwersyteckich: New York Wolfpacks Weston, Irish Rovers SC, Brooklyn Knights, Istria SC i Long Island Rough Riders.

## Kariera trenerska
Jacek Stefanowski karierę trenerską rozpoczął w 1999 roku. Początkowo był trenerem oraz asystentem trenerów drużyn uniwersyteckich: New York University (trener bramkarzy), Brooklyn Knights (trener bramkarzy), Saint Peter’s University (trener bramkarzy), New Jersey Stallions (trener bramkarzy), Stony Brook University (trener bramkarzy) i Briarcliffe College. Profesjonalną karierę rozpoczął w 2008 roku obejmując stanowisko trenera portorykańskiego zespołu Sevilla FC. Następnie w latach 2008–2012 był trenerem bramkarzy Puerto Rico Islanders.
W 2010 roku przez kilka miesięcy był trenerem reprezentacji Portoryka. Od 2013 roku był trenerem reprezentacji Nepalu, gdzie jego asystentem był Ryszard Orłowski.

## Życie prywatne
Jacek Stefanowski obecnie jest żonaty z Christel, z którą obecnie mieszka w Hicksville.